# Reuzen van Mont'e Prama

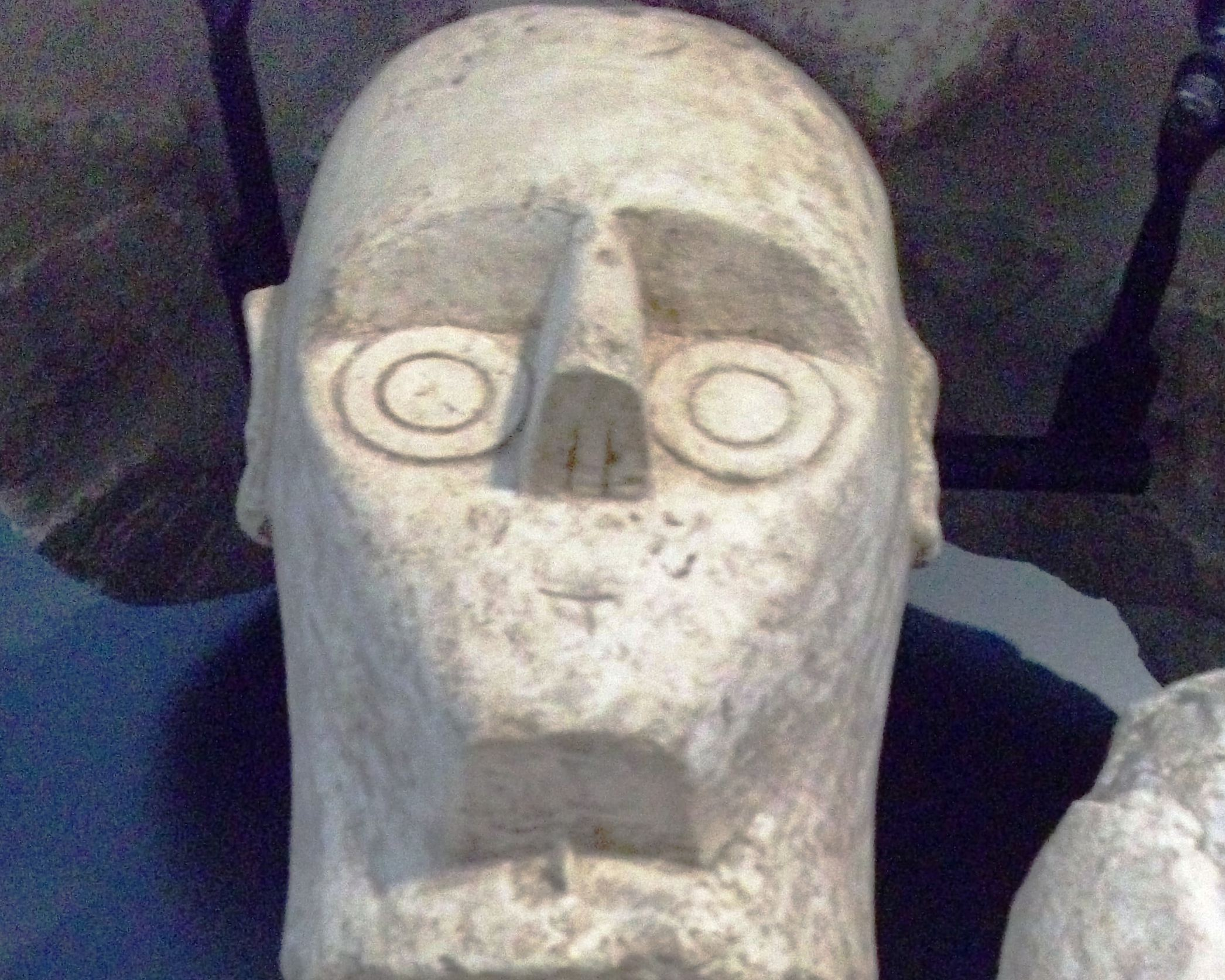
Het hoofd van een bokser van Mont'e Prama

De Reuzen van Mont'e Prama zijn een groep van 32 (of 40) beelden met een hoogte tot 2,5 meter, gevonden in 1974 bij Cabras in de provincie Oristano, Sardinië, Italië. Ze verbeelden krijgers, boogschutters, worstelaars, modellen van nuraghe en boksers met schild en handschoen uit de Nuraghecultuur.
Archeoloog Giovanni Lilliu gaf de beelden de naam Kolossoi. Ze zouden dateren van de 11e tot de 8e eeuw v.Chr. Als dit wordt bevestigd door archeologen dan zouden het de oudste antropomorfe beelden zijn van het Middellandse Zeegebied, na de Egyptische beelden en vóór de kouroi van het Oude Griekenland.
Ze hebben platronde ogen en dragen 'oosterse' kleding. Waarschijnlijk geven ze mythologische helden weer, die grafhuizen bewaakten. Volgens een andere theorie zouden ze een soort pantheon vormen van typisch Nuraghische goden.

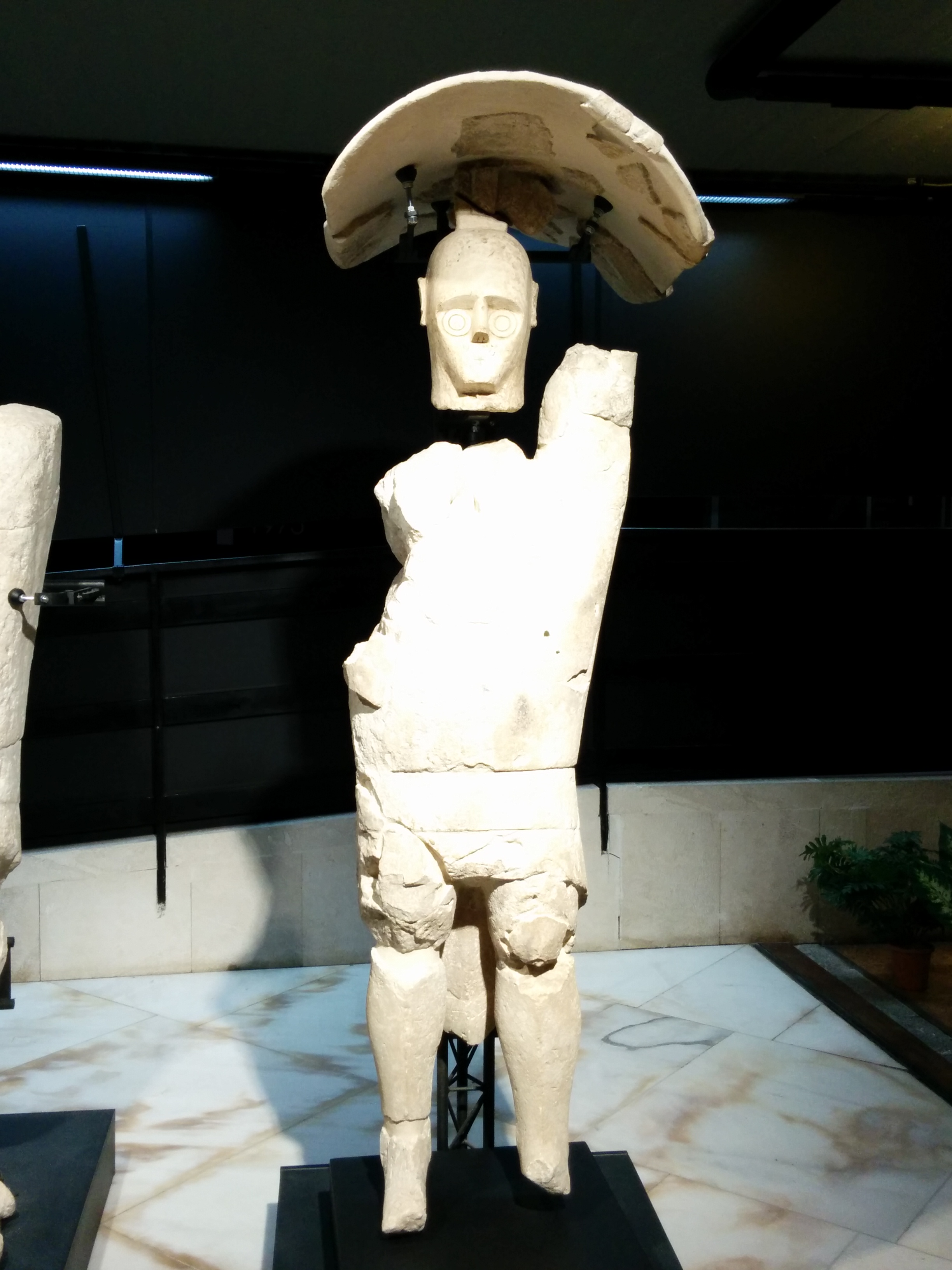
beeld van de gehele bokser van Mont'e Prama
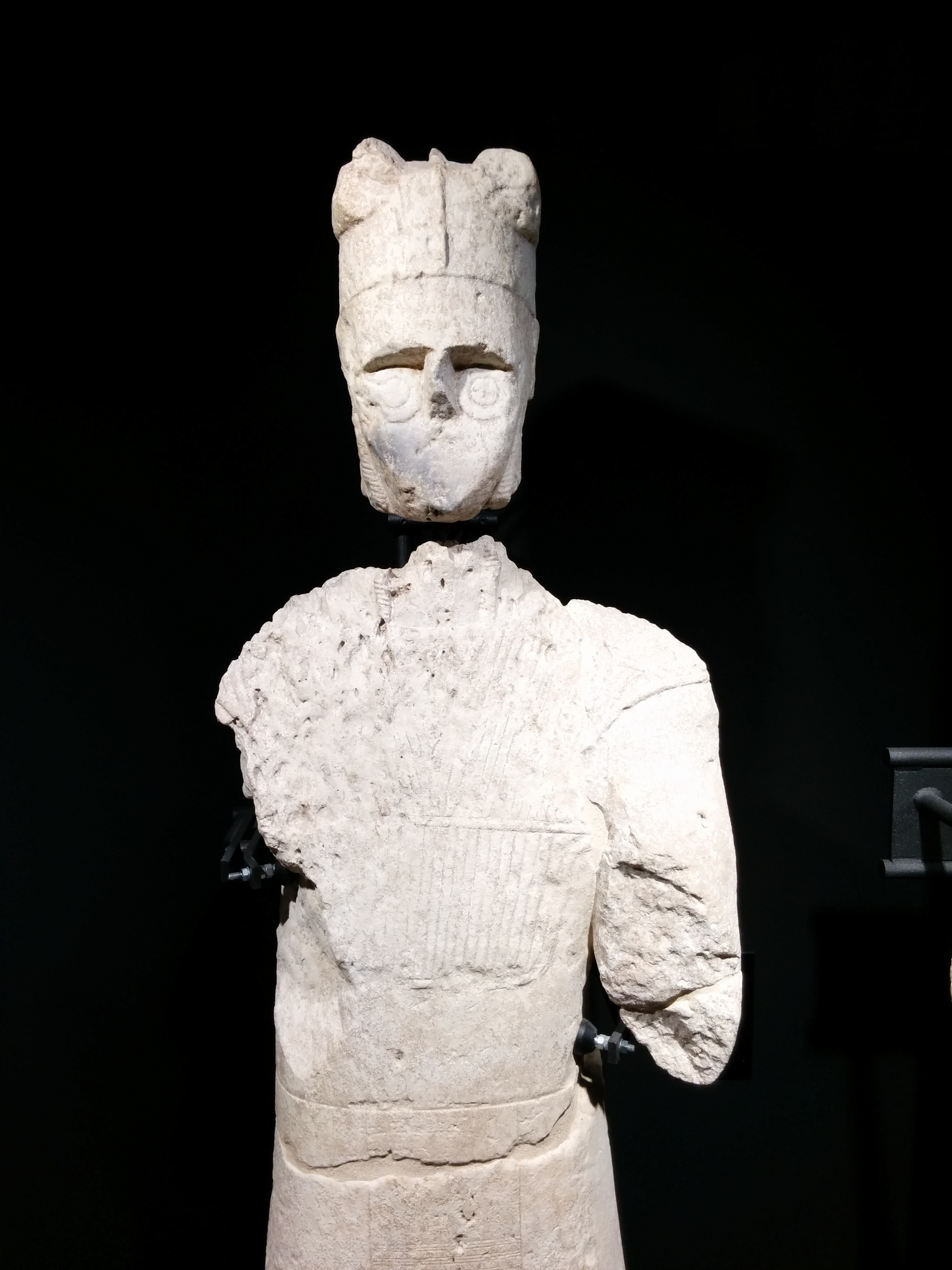
beeld van een krijger van Mont'e Prama
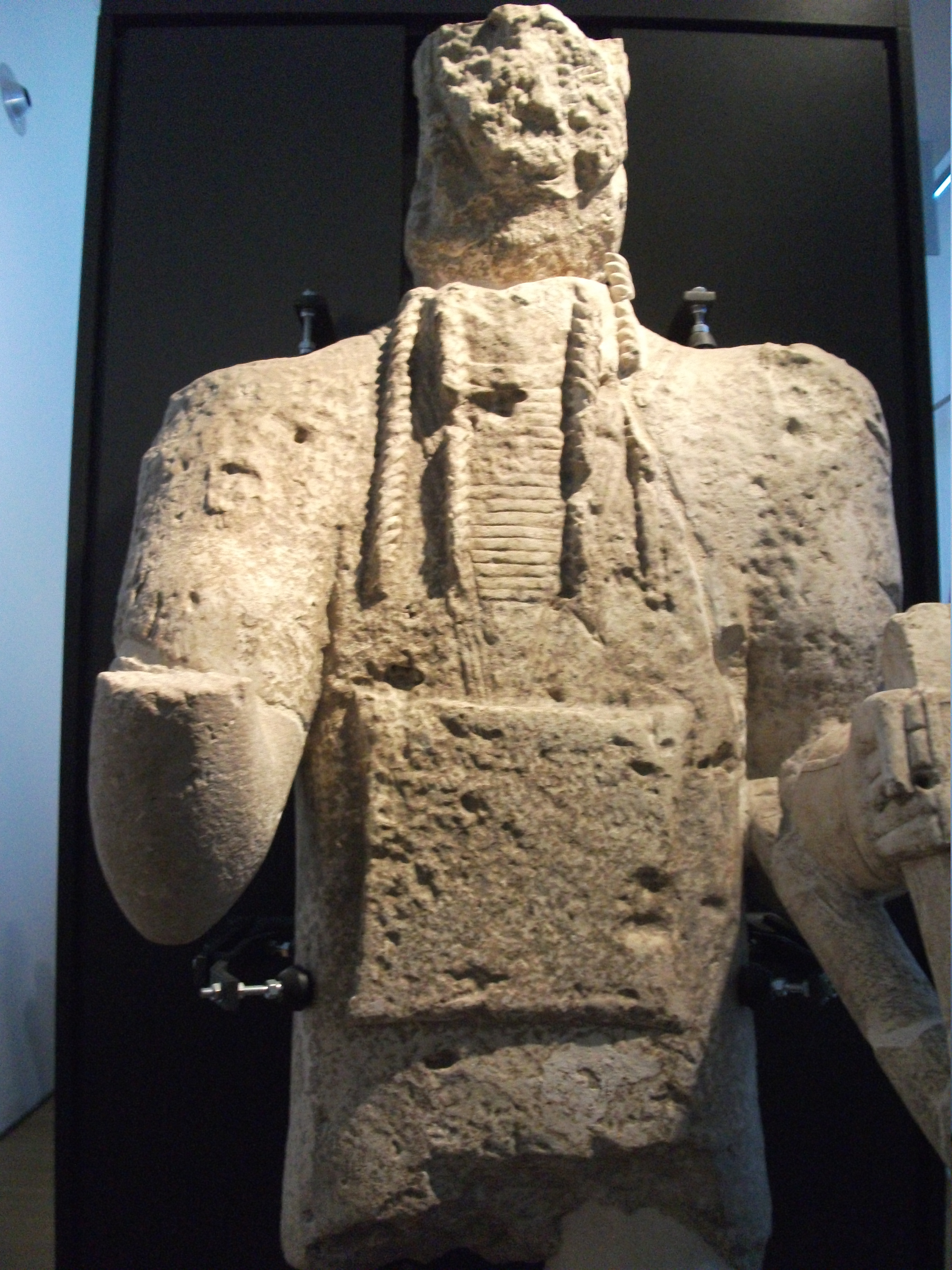
Nuraghische zandstenen boogschutter uit Mont'e Prama